# Пофін Ліонський
Пофін (Потін, Потиній) (лат. Pothinus, фр. Pothin, фр. Pothin; бл. (77)—177, Ліон, Франція) — перший єпископ Ліонський, священномученик, святий римсько-католицької церкви. Шанується також православною церквою.

## Біографія
Про життя Пофина мало що відомо. Він був учнем Полікарпа Смирнського, у якого, можливо, міг бачити апостола Іоанна Богослова. Пофин прибуває в Лугдунум (Ліон) з Малої Азії близько 140 року і стає першим єпископом в Галлії. Про його діяльність як єпископа також нічого не відомо. Пофин відомий насамперед своєю мученицькою смертю разом з багатьма іншими ліонським християнами, імена 43 з яких збереглися.

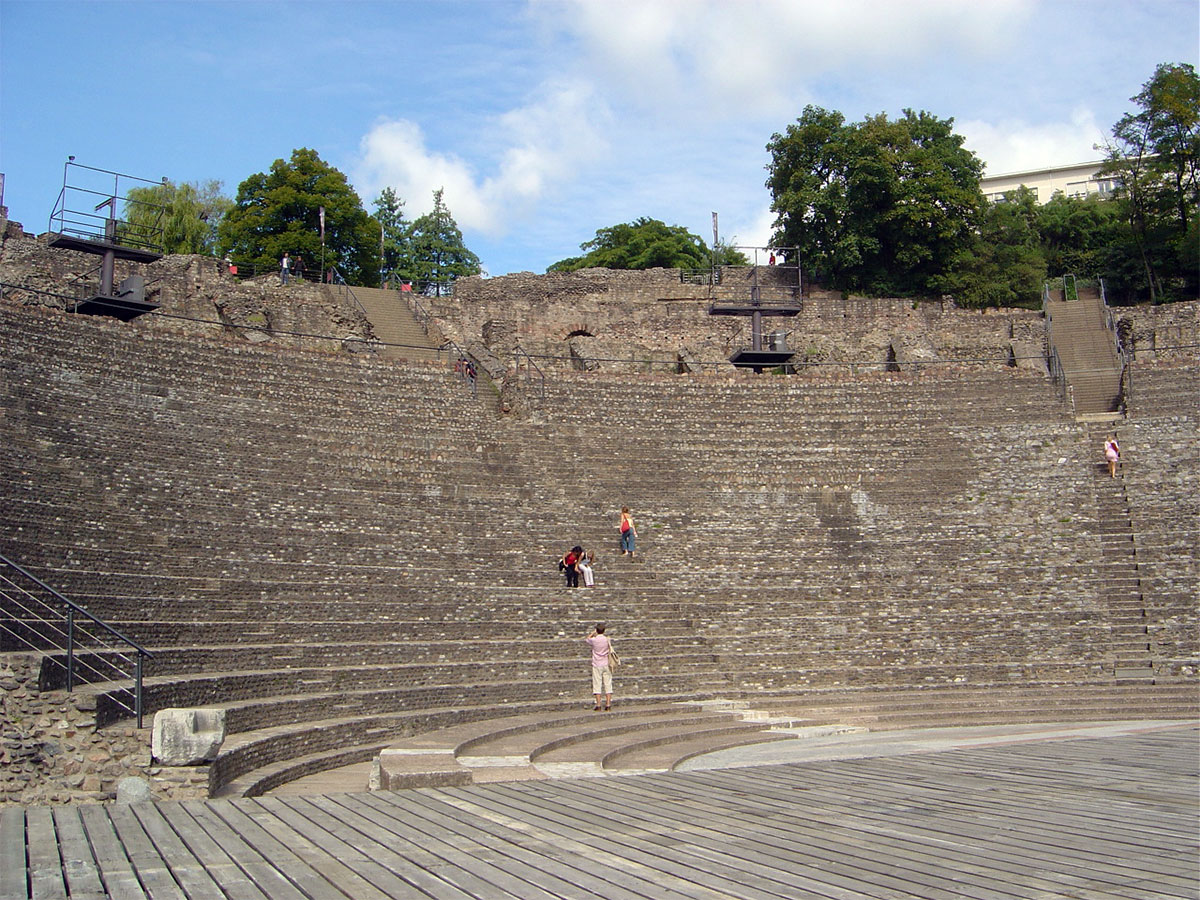
Руїни амфітеатру в Ліоні

В 177 році, за правління римського імператора Марка Аврелія відновилися гоніння на християн. В Галлії — в Лугдунуме і в сусідньому Вьене — заарештовано багато сотень християн. Серед них — 90-річний єпископ ліонський Пофин, якого відвели в тюрму, де він і помер через два дні. Інших помістили в середині амфітеатру на пагорбі Фурвьер, перед тисячами глядачів, які зібралися подивитися на кривавий спектакль. Римським громадянам мечем перерізали горло, всі інші, серед яких — свята Бландіні — були віддані на розтерзання диким звірам. Тіла страчених були виставлені на кілька днів, після чого спалили, а попіл розвіяли над Роной.
Про все це відомо з листа, відправленого вижили християнами Ліона і Вьена християнських церков Малої Азії, і Фригії. Можливо, в написанні листа брав участь святий Іриней, який змінив Пофина на посаді єпископа Ліонського: Насилие и преследования были столь велики, ненависть язычников к святым и к нескончаемому страданию блаженных мучеников было столь сильна, что мы не сможем это полностью описать.

## Топоніми

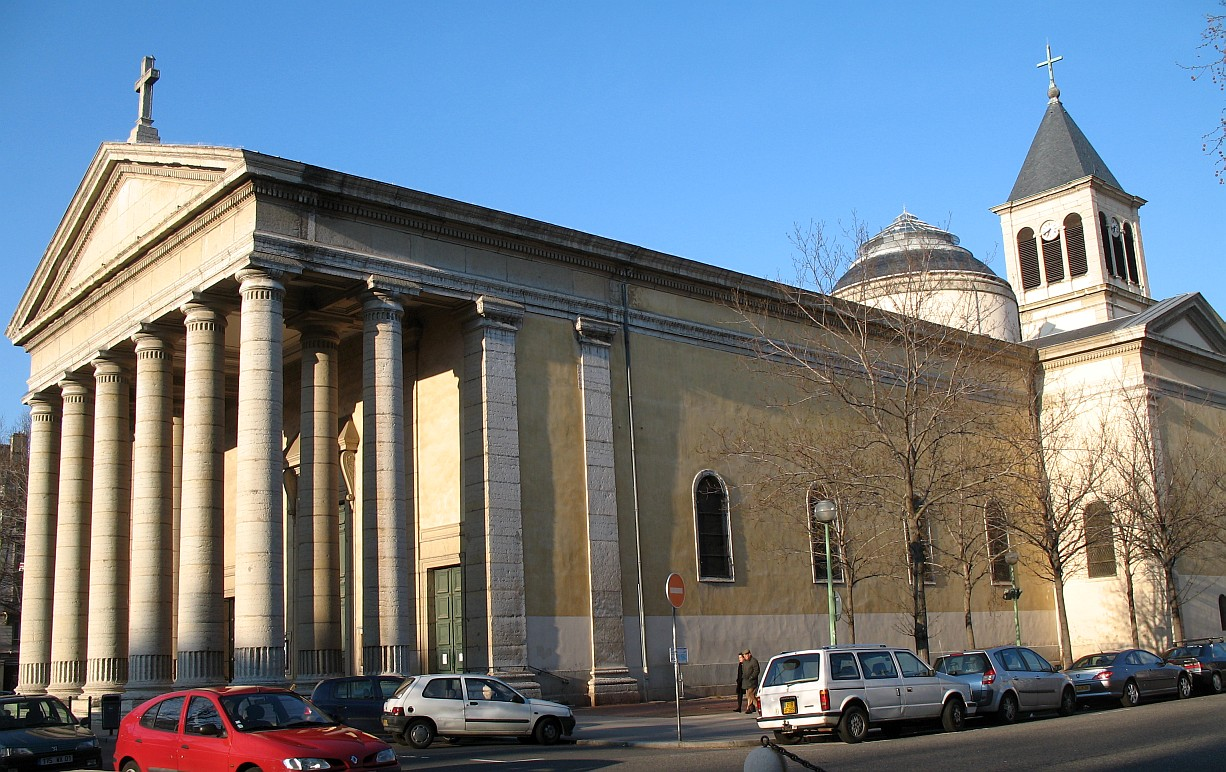
Церква Сен-Потен у Ліоні

Ім'ям святого Пофина Ліонського названа церква Святого Пофина в VI окрузі Ліона, включена з 2 травня 2007 року в Список охоронюваних будівель, що становлять історичну спадщину Французької Республіки. Йому присвячена також каплиця Сен-Потен в північному трансепті однією з найголовніших церков Ліона — Сен-Нізье, включеної в список охоронюваних будівель ще в 1840 році.

## См. також
- Свята Бландина